# 翟卫华
翟卫华原中宣部副部长，中华人民共和国政治人物、第十二届全国政协委员。
2008年至2013年任中宣部副部长。